# مالاکی مک‌کورت
مالاکی مک‌کورت (انگلیسی: Malachy McCourt؛ زادهٔ ۲۰ سپتامبر ۱۹۳۱ – درگذشتهٔ ۱۱ مارس ۲۰۲۴ ) بازیگر، نویسنده و سیاستمدار اهل ایالات متحده آمریکا است.
از فیلم‌ها یا برنامه‌های تلویزیونی که وی در آن نقش داشته‌است، می‌توان به قتل عادلانه، متعلق به شیطان، او شماره یک است، الاکلنگ دونفره، غیرقابل قبول، مالی مگوایرز، چهارشنبه خاکستر، در جستجوی فردا، امید رایان و مزرعه اشاره کرد.

## مرگ
در سال ۲۰۲۳، مک کورت به نیویورک تایمز گفت که او به لحاظ سلامتی با چند بیماری از جمله بیماری قلبی، سرطان پوست، سرطان پروستات و نوعی انحطاط عضلانی مواجه است. او در ۱۱ مارس ۲۰۲۴ در بیمارستانی در منهتن در سن ۹۲ سالگی درگذشت.